# Diego Bravo San Martín
Diego Antonio Bravo San Martín (Santiago, 22 de noviembre de 1996-) es un futbolista chileno que juega como defensa y milita actualmente en AC Barnechea de la Primera B de Chile.

## Trayectoria
Producto de las divisiones inferiores de Universidad Católica, debutó profesionalmente defendiendo los colores de Unión La Calera.
Después de jugar por Provincial Ovalle, se trasladó a México en 2020 para unirse al Celaya FC de la Liga de Expansión MX.
En 2023, se unió a Santiago Morning de la Primera B chilena desde San Luis.
El 1 de febrero de 2024 fue anunciado como nuevo jugador de AC Barnechea de la Primera B chilena.

## Clubes
| Club                          | País   | Año       |
| ----------------------------- | ------ | --------- |
| Universidad Católica          | Chile  | 2015-2017 |
| → Unión La Calera (cedido)    | Chile  | 2015-2016 |
| → San Luis (cedido)           | Chile  | 2016      |
| Deportes Copiapó              | Chile  | 2017      |
| Rangers                       | Chile  | 2018      |
| Provincial Ovalle Fútbol Club | Chile  | 2018-2019 |
| Celaya FC                     | México | 2020      |
| Provincial Ovalle Fútbol Club | Chile  | 2020-2021 |
| Iberia                        | Chile  | 2021      |
| San Luis                      | Chile  | 2022      |
| Santiago Morning              | Chile  | 2023      |
| AC Barnechea                  | Chile  | 2024-Act. |